# Neolophonotus attenuatus
Neolophonotus attenuatus är en tvåvingeart som beskrevs av Hull 1967. Neolophonotus attenuatus ingår i släktet Neolophonotus och familjen rovflugor. Inga underarter finns listade i Catalogue of Life.